# 拉蒙島
拉蒙島是俄羅斯的島嶼，屬於法蘭士約瑟夫地群島的一部分，由阿爾漢格爾斯克州負責管轄，位於維爾切克島以南12公里的巴倫支海，長1.3公里，最高點海拔高度21米。